# 애반딧불이
애반딧불이(문화어: 물반디, 학명: Luciola lateralis)는 반딧불이과의 곤충이다. '형설지공'(螢雪之功)의 고사성어에 인용되는 곤충으로 몸에서 빛을 내어 암수 간에 통신수단으로 사용하는 곤충류이다. 몸길이 7∼10mm로 반딧불이 종류 중에서 비교적 작은 편이다. 몸빛깔은 검은색이다. 가슴은 앞쪽으로 약간 좁으며 뒤 모서리 각이 돌출되어 있다. 앞가슴등판은 적색을 띠며 중앙에 띠 모양의 흑색 줄이 있다. 수컷은 배의 제5~6배마디에, 암컷은 제5배마디에 황백색의 발광기가 있다. 6월 초에서 8월 중순까지 출현하며 성충은 약 보름 정도 생존하는 것으로 알려져 있다. 애벌레는 논이나 연못, 또는 계류에서 물달팽이류나 다슬기를 먹고 살며 일반적으로 좋은 수계에서 사는 환경지표종으로도 알려져 있다. 개체수가 환경오염으로 감소되는 추세를 보이고 있다. 전라북도 무주군 설천면 일대의 하천은 애반딧불이와 늦반딧불이의 주요 서식처로서 천연기념물 제322호로 지정되어 보호받고 있다. 약용곤충. 민간약재. 애완용 정서곤충으로 가치가 있으며 국외반출 승인대상 생물자원이다.

## 같이 보기
- 운문산반딧불이
- 늦반딧불이